# Eriocaulon decangulare
Eriocaulon decangulare là một loài thực vật có hoa trong họ Cỏ dùi trống. Loài này được L. mô tả khoa học đầu tiên năm 1753.